# Earias gossypii
Earias gossypii är en fjärilsart som beskrevs av Georg von Frauenfeld 1867. Earias gossypii ingår i släktet Earias och familjen trågspinnare. Inga underarter finns listade i Catalogue of Life.